# Rob Pike
Robert "Rob" C. Pike, född 1956, är en kanadensisk programmerare och författare. Han är mest känd för sitt arbete på Go-programmeringsspråket och på Bell Labs, där han var medlem i Unix-arbetsgruppen och var involverad i skapandet av Plan 9 från Bell Labs och Inferno-operativsystem, samt programspråket Limbo.
Han utvecklade också den grafiska terminalen Blit för Unix; Innan dess skrev han det första fönsterhanteringssystemet för Unix 1981. Pike är den enda uppfinnaren som nämns i AT&T:s US-patent 4,555,775 eller "backing store patent" som är en del av fönstersystemet X:s grafiska systemprotokollet och ett av de första programvarupatenten.